# Гаскон, Жан
Жан Гаскон (фр. Jean Gascon; 21 декабря 1920, Монреаль — 20 апреля 1988, Стратфорд) — канадский актёр и режиссёр театра, театральный администратор.

## Биография
Жан Гаскон был одним из 14 детей в семье. Он поступил в Колледж Святой Марии в Монреале. Во время учёбы он стал членом Compagnons de Saint-Laurent, любительской театральной труппы, возглавляемой отцом Эмилем Лего из Конгрегации Святого Креста. В 1942 году Гаскон вышел на сцену в спектакле по пьесе Поля Клоделя «Обмен» (фр. L'Échange), режиссёром которого выступила Людмила Питоева. Его партнёром был Жан-Луи Ру, с которым они вместе изучали медицину в Монреальском университете, однако вскоре они бросили учёбу, чтобы сосредоточиться на актёрской карьере. В 1946 году Питоева снова задействовала их в своих спектаклях — «Федра» и «Чёрствый хлеб». В том же году они получили стипендию от правительства Франции, что вместе с похвальбой от Питоевой вдохновило их поехать во Францию, чтобы получить профессиональное театральное образование.
Во Франции Гаскон и Ру изучали драматическое искусство в школе Театра Вьё-Коломбье в Париже под руководством профессора Жюльена Берто. Во время этого пребывания во Франции Гаскон гастролировал с труппой Людмилы Питоевой, выступал в течение сезона в Центре драматургии в Ренне и выступал с парижской театральной труппой Гренье—Юссено.
В 1950 году Гаскон и Ру вернулись в Монреаль. У них была мечта создать театральную труппу, которая стала бы пристанищем для квебекских артистов. Уже в следующем году они вместе с другими театральными деятелями, такими как Элои де Гранмон, Ги Хоффман, Жорж Гру и Робер Гадуа основали театр «Новый мир» (фр. Théâtre du Nouveau Monde). Помочь проекту решили оказать брат Гаскона Андре, ставший менеджером, и Марк Друэн, занявший должность председателя совета директоров. Сам Жан Гаскон стал художественным руководителем театра, и оставался на этой должности до 1966 года. Сменил его Жан-Луи Ру.
Первой постановкой, представленной зрителям 9 октября 1951 года, был «Скупой» Мольера. Режиссёром стал Жан Гаскон, который также сыграл Гарпагона, главного героя. «Новый мир» вскоре стал одной из ведущих франкоязычных театральных трупп Канады.
«Новый мир» открыл театральную школу в 1952 году, на основе которой в 1960 году была основана Национальная театральная школа Канады, которую Гаскон возглавлял в 1960—1963 годах. До 1966 года он также сыграл в театре главные роли в спектаклях «Дон Жуан» и «Ричард II». В то же время он был режиссёром нашумевших постановок мольеровского «Тартюфа» и франкоязычного канадского мюзикла «Клондайк», а также франкоязычных версий трагедии Томаса Отуэя «Спасённая Венеция, или Раскрытый заговор» и «Трёхгрошовой оперы» Бертольта Брехта. Под руководством Гаскона театр участвовал во многих фестивалях и в 1958 году гастролировала по Европе, США и Канаде.
В 1950—1960-х годах Гаскон также руководил постановками нескольких опер для музыкальных телешоу Радио Канада L’Heure du concert и Concerts pour la jeunesse.
В 1956 году он сыграл Карла I д’Альбре в пьесе «Генрих V» в рамках Стратфордского театрального фестиваля. В дальнейшем Гаскон поставил на его сцене «Отелло» (1959), «Комедию ошибок» (1963), «Женитьбу Фигаро» (1964—1965), «Расцвет и падение города Махагони» (1965), «Дон Жуан» (1966) и «Так поступают все» (1967). В 1968 году он сменил Майкла Лэнгэма на посту художественного руководителя фестиваля, и занимал его до 1974 года. За это время фестиваль достиг больших успехов, хотя попытка внести в репертуар современных европейских авторов не увенчались успехом. Гаскон был успешен и благодаря тому, что владел не только французским, но и английским языком. В тот же период он исполнил роль Батиса, метиса, рождённого от связи француза и индианки, в вестерне «Человек по имени Лошадь» (1970 году) с Ричардом Харрисом в главной роли. В 1972 году поставил на Бродвее пьесу «Индюк» Жоржа Фейдо. В 1977 году он уехал из Стратфорда в Оттаву, где до 1983 года работал художественным руководителем французского театра в Национальном центре искусств. Также он сотрудничал с Оперой Монреаля, поставив для них «Севильского цирюльника» (1986) и «Тоску» (1987). В 1988 году он вернулся в Стратфорд, чтобы поставить мюзикл «Моя прекрасная леди», но вскоре умирает от сердечного приступа. Похоронен на кладбище Нотр-Дам-де-Неж в Монреале.
В память о нём с 1990 года Национальная театральная школа Канады вручает премию Гаскона — Томаса.

## Высказывания
Однажды он сказал о работе: «Как режиссёр я много выступаю на репетициях. Я всегда хочу играть все роли».

## Награды и премии
- Премия Виктора Морена (1962).
- Премия Молсона (1965).
- В 1967 году стал офицером, а в 1975 году — компаньоном ордена Канады.
- Премия Королевского банка Канады.
- Премия Дениз Пеллетье (1985).
- Почётные степени университетов Макгилла и Бишопс.